# Мулде
Мулде (њем. Mulde; длсрп. Módła) ријека је у њемачким савезним државама Саксонији и Саксонији-Анхалту. Лијева је притока ријеке Лабе, дужине 124 km.
Ријека настаје ушћем ријека Цвикауер Мулде (протиче кроз Цвикау) и Фрајбергер Мулде (протиче кроз Фрајберг) код града Колдиц. Од ушћа ријека тече сјеверно кроз Саксонију (Грима, Вурцен, Ајленбург и Бад Дибен) и Саксонију-Анхалт (Јесниц и Десау, стара пријестолница Анхалт). Мулде се улијева у Лабу 3 km сјеверно од града Десау.